# Массімо Педрацціні
Массімо Педрацціні (італ. Massimo Pedrazzini, нар. 3 лютого 1958, Мілан) — італійський футболіст, що грав на позиції півзахисника. По завершенні ігрової кар'єри — тренер.

## Клубна кар'єра
Народився 3 лютого 1958 року в місті Мілан. Вихованець футбольної школи клубу «Мілан».
У дорослому футболі дебютував 1975 року виступами за аматорську команду «Канту», в якій провів один сезон, взявши участь у 25 матчах Серії D, а в 1976 році підписав угоду з клубом Серії B «Варезе», де провів три сезони. 
У 1979 році він перейшов до «Тернана», що також грала у Серії В. Незважаючи на досягнення історичного півфіналу Кубка Італії, в кінці сезону умбрійці вилетіли в Серію С1. Там Педрацціні провів ще сезон, дійшовши з командою до фіналу Напівпрофесіонального Кубку Італії 1980/81, програвши у фіналі «Ареццо».
У сезоні 1981/82 Педрацціні грав у Серії В за «Самбенедеттезе», після чого перейшов у «Трієстину», з якою виграв чемпіонат Серії С1 1982/83. Наступний сезон розпочав з цим же клубом у другому дивізіоні, але у жовтні повернувся до Серії С1, ставши гравцем «Мессіни», за яку і дограв сезон.
У сезоні 1984/85 Массімо виступав за «Катандзаро», з яким теж вийшов до Серії В. Але і цього разу надовго у другому дивізіоні не затримався, оскільки восени 1985 року його купила «Салернітана» з Серії С1, на чітке прохання тренера Джан П'єро Гіо, який уже тренував його в «Тернані». Педрацціні відіграв за команду з Салерно два сезони і носив пов'язку капітана.
1987 року уклав контракт з клубом «Мантова», у складі якого провів наступні два роки своєї кар'єри гравця і вийшов з Серії С2 до Серії С1 у 1988 році. Граючи у складі «Мантови», також здебільшого виходив на поле в основному складі команди й також був капітаном команди. 
Завершив ігрову кар'єру в команді «Фіоренцуола», за яку виступав протягом 1989—1991 років, і 1990 року вийшов з Серії D до Серії С2. Загалом за кар'єру провів 140 матчів та забив 3 голи у Серії В, другому дивізіоні Італії.

## Виступи за збірну
1977 року викликався до лав юнацької збірної Італії (U-20), у складі якої був учасником тогорічного молодіжного чемпіонату світу в Тунісі, де італійці не змогли вийти з групи.

## Кар'єра тренера
Розпочав тренерську кар'єру відразу ж по завершенні кар'єри гравця, 1991 року як тренер молодіжної команди клубу «Мілан». Після цього працював з молодіжними командами «Інтернаціонале», «Про Сесто», «Верони», «Ночеріни» та «Монци». По ходу сезону після 8 туру Серії С2 2003/04 був звільнений головний тренер першої команди «Монци» Оскар Піантоні і Педрацціні тренував головну команду до кінця сезону, посівши 8 місце.
2004 року увійшов до тренерського штабу Вальтер Дзенги, з яким працював у румунському «Стяуа», сербській «Црвені Звезді», турецькому «Газіантепспорі» та еміратському «Аль-Айні».
У вересні 2007 року Педрацціні був призначений тимчасовим головним тренером «Стяуа» після відставки Георге Хаджі. В кінці жовтня з призначенням повноцінного головного тренера клубу Маріуса Лекетуша Педрацціні став його помічником. Після того, як Лекетуш покинув «Стяуа» у травні 2009 року, Педрацціні знову був в.о. головного тренера на три останні матчі сезону 2008/09 років.
Влітку 2009 року Педрацціні знову повернувся до співпраці з Дзенгою, ставши його помічником у «Палермо». Втім вже 23 листопада 2009 року весь тренерський штаб було відправлено у відставку. Надалі працював на близькому штабі асистентом у клубах «Аль-Садд», «Аль-Айн» та «Ан-Наср» (Дубай).
2013 року Педрацціні повернувся до «Стяуа», де працював на різних функціонерських посадах. 2015 року втретє у своїй кар'єрі був в.о. головного тренера бухарестців, зокрема керуючи командою у Суперкубку Румунії 2015 року, де його команда поступилась 0:1 «Тиргу-Мурешу»